# Hasimoto Daiki
Hasimoto Daiki (橋本 大輝; Hepburn:  Hashimoto Daiki; 2001. augusztus 7.–) japán tornász, a 2020. évi tokiói olimpia egyéni összetett bajnoka és a nyújtógyakorlat aranyérmese. A 2024-es párizsi olimpián a japán csapat tagjaként összetettben lett aranyérmes.

## Élete és pályafutása
Bátyjai, Takuja és Kengo is tornászok, az ő hatásukra kezdett a sporttal foglalkozni hétéves korában.
A 2019-es stuttgarti világbajnokságon a japán csapat tagjaként bronzérmet szerzett csapat összetettben. A 2020. évi nyári olimpiai játékokon egyéni összetettben és nyújtógyakorlaton lett olimpiai bajnok 19 évesen.